# 東日本学院
東日本学院（ひがしにほんがくいん、英: Higashinihongakuin Co., Ltd.）とは、小学生、中学生、高校生を対象とした学習塾・予備校である。
本社所在地は福島県郡山市駅前1丁目9-22。東京証券取引所市場第一部上場の秀英予備校（コード:4678）傘下。

## 校舎展開
福島市、二本松市、本宮市、郡山市、須賀川市、いわき市に合計14校の校舎を展開している。

## 歴史
- 1976年（昭和51年） ‐ 二本松市で二本松英語学院として創業
- 1983年（昭和58年） ‐ 福島県知事より、各種学校として認可を受ける
- 1987年（昭和62年） ‐ 郡山市に東日本学院を設立、グループの生徒数が千人を超える
- 1993年（平成5年） ‐ 東進衛星予備校郡山駅前校を開校
- 1998年（平成10年） ‐ 代ゼミサテライン予備校郡山校を開校
- 2004年（平成16年） ‐ グループの生徒数が四千人を超える[1]
- 2007年（平成19年） ‐ 秀英予備校の子会社となる[3]

## 事業内容
- 小学生向け学習指導
- 中学生向け学習指導
- 高校生向け学習指導
- 秀英iD予備校
- 秀英NeO-Study - Web動画配信授業[4]